# Kunstpreis junger westen
Der Kunstpreis Junger Westen (Eigenschreibweise Kunstpreis junger westen) ist ein mit 10.000 Euro dotierter Kunstpreis der Stadt Recklinghausen. Er wird seit 1948 als Förderpreis für Bildende Kunst vergeben und erinnert an die Recklinghäuser Künstlergruppe junger westen.
Er wird von der Kunsthalle Recklinghausen ausgerichtet.
Zum Wettbewerb zugelassen sind alle Künstler deutscher Staatsangehörigkeit und Künstler, die ihren Wohnsitz in der Bundesrepublik Deutschland haben, und nicht älter als 35 Jahre sind.

## Preisträger
- Karl Otto Götz, Kurt Lehmann, Emil Schumacher, Heinrich Siepmann (1948)
- Hubert Berke, Hans Werdehausen (1950)
- HAP Grieshaber, Ernst Hermanns (1951)
- Heinrich Siepmann (1954)
- Emil Kiess (1956)
- Emil Cimiotti (1957)
- Emil Cimiotti (Handzeichnung), Rolf Sackenheim (Druckgrafik), (1959)
- Horst Antes (1961)
- Erich Hauser (1963)
- Roland Dörfler (Handzeichnung), Axel Knopp (Druckgrafik), (1965)
- Gerhard Richter (1967)
- Christian Rickert (1969)
- Michel Sauer (1972)
- Ansgar Nierhoff (1973)
- Erhard Göttlicher (1975)
- Friedemann Hahn (1977)
- Rolf Glasmeier (1979)
- Otto Boll (1981)
- Hartmut Neumann (1983)
- Petr Hrbek (1985)
- Constantin Jaxy, Richard Teml (1987)
- Hannes Forster (1989)
- Matthias Mansen, Bogdan Hoffmann, Martin Noël (1991)
- Susanne Paesler (1993)
- Stefan Kern (1995)
- Andreas Ludwig (1997)
- Heike Gallmeier (1999)
- Ulrich Genth (2001)
- Peter Piller (2003)
- Kalin Lindena (2005)
- Gereon Krebber (2007)
- Susanne Britz und Christian Schellenberger (2009)
- Michael Sailstorfer (2011)
- Florian Meisenberg (2013)
- Jan Paul Evers (2015)
- Max Leiß (2017)
- Ugur Ulusoy (2019)
- Jeewi Lee (2021)
- Mona Schulzek (2023)